# Соловьёв, Николай Васильевич (политик)
Никола́й Васи́льевич Соловьёв (9 [22] марта 1903 — 27 октября 1950) — советский государственный и партийный деятель, генерал-лейтенант, председатель Ленинградского облисполкома, член Военного совета Ленинградского фронта, руководил всей системой тылового обеспечения фронта, организатор Дороги жизни на Ладоге, депутат Верховного Совета СССР.
С 30 июля 1946 года — первый секретарь Крымского обкома ВКП(б).
Репрессирован в ходе т. н. Ленинградского дела в августе 1949 года. Реабилитирован посмертно.

## Биография
Родился в бедной крестьянской семье в деревне Еремино Костромской губернии. Служил в Красной армии.
В 1925 вступил в РКП(б). Учился на рабочем факультете, в 1931—1934 годы — в Ленинградском коммунистическом сельскохозяйственном университете.
В 1934—1937 годы — преподаватель политэкономии и одновременно секретарь комитета ВКП(б) Ленинградского института механизации и электрификации сельского хозяйства. С 1937 года — инструктор, заместитель заведующего Отделом организационно-партийной работы, затем по октябрь 1938 — секретарь Ленинградского обкома партии.
С 14.10.1938 по 23.7.1946 — председатель Исполкома Леноблсовета. Во время Великой Отечественной войны был также членом Военных советов Красногвардейского укрепрайона (1941), 42-й армии Ленинградского фронта (1941), Ленинградского фронта по тылу (1941—1944). Генерал-майор (22.2.1943), генерал-лейтенант (22.6.1944).
Внес большой вклад в организацию обороны города. Отвечал за ледовую Дорогу жизни и водную переправу через Ладожское озеро, организовывал строительство нефтепровода по дну Ладоги под артобстрелами и бомбёжками. 27 января 1944 года генерал-лейтенант Н. В. Соловьёв подписал вместе с генералом армии Л. А. Говоровым, генерал-лейтенантом А. А. Ждановым, генерал-лейтенантом А. А. Кузнецовым и начальником штаба фронта генерал-лейтенантом Д. Н. Гусевым специальный приказ войскам Ленинградского фронта произвести победный салют в ознаменование победы советских войск под Ленинградом и полного снятия блокады Ленинграда. Впервые победный салют производился не в Москве, а в Ленинграде.
С 30 июля 1946 по 7 августа 1949 года — первый секретарь Крымского обкома партии.
Был избран депутатом (от Ленинградской области) Совета Союза Верховного Совета СССР 1-го (30.3.1941 — 1946) и 2-го (1946—1950) созывов; делегатом XVIII съезда ВКП(б) (1939) и XVIII конференции ВКП(б) (1941).
6 августа 1949 года арестован в рамках т. н. Ленинградского дела в Симферополе, этапирован в Москву. 
«5 августа 1949 года Н. В. Соловьев срочно вылетел в Москву — вызвали в ЦК ВКП (б). А через день в Симферополе был созван внеочередной пленум Крымского обкома партии. В разгаре была уборка колосовых и, как обычно во время жатвы, многие члены обкома находились в хозяйствах степного Крыма. Собирались по тревоге. Заседание открыл В. И. Никаноров, второй секретарь обкома партии. Он сразу же предоставил слово представителю Управления кадров ЦК ВКП (б) Дедову, прибывшему из столицы. — Центральный Комитет ВКП (б),— начал свое сообщение Дедов,— снял с поста первого секретаря Крымского обкома партии Соловьева, как политически не оправдавшего доверия ЦК...».
Вслед за ним позднее осенью были арестованы и репрессированы ещё четыре секретаря Крымского обкома, в том числе П. А. Чурсин, М. И. Петровский, Н. П. Хованов, в декабре В. И. Никаноров, которые никогда не работали в Ленинграде. На личных показаниях Соловьёва был основан арест и последующий расстрел заместителя командующего Черноморским флотом по политической части контр-адмирала П. Т. Бондаренко. 27 октября 1950 года Военной коллегией Верховного суда СССР за участие в «контрреволюционной антипартийной группе врагов народа» в Ленинграде приговорён к смертной казни. В тот же день расстрелян в Москве; похоронен на Донском кладбище (могила 3).
14 мая 1954 года Военной коллегией Верховного суда СССР реабилитирован посмертно.

### Семья
Соловьёва Вера Андреевна (1908-1992), жена Н.В.Соловьева. Уроженка гор. Ветлуги. Работала учительницей начальных классов в Горьком и Ленинграде. Училась в Педагогическом институте имени М.Н. Покровского. Осуждена Особым совещанием при МГБ СССР 19 сентября 1950 г. по ст.ст. 17-58-8, 58-10 ч.1 УК РСФСР на 10 лет ИТЛ. Находилась в заключении в лагерях Воркуты. Реабилитирована.
Соловьёва Ирина Николаевна (1929-2008), дочь Н.В.Соловьева. До ареста студентка Финансово-экономического института. Осуждена Особым совещанием при МГБ СССР 17 марта 1951 г. по ст. 58-1 «в» УК РСФСР на 8 лет ИТЛ. Находилась в заключении в лагерях Воркуты. Реабилитирована. Окончила Финансово-экономический институт. Работала экономистом в ЦНИИ  «Морфизприбор».
Соловьёва Клара Николаевна (1931 г. р.), дочь Н.В.Соловьева. До ареста студентка физического факультета ЛГУ. Осуждена Особым совещанием при МГБ СССР 17 марта 1951 г. по ст. 58-1 «в» УК РСФСР на 8 лет ИТЛ. Находилась в заключении в лагерях Тайшета. Реабилитирована. Окончила физический факультет ЛГУ. Работала старшим инженером, руководителем группы института «Гипронииметаллоруд».

## Адреса
Ленинград (1938—1946), Кронверкская ул., д.27.
Симферополь, ул. Луговая, д.16.

## Награды
- два ордена Ленина (4.4.1939 — за выдающиеся успехи в сельском хозяйстве, в частности, за достижение высоких показателей по льноводству и животноводству; …)
- два ордена Красного Знамени
- орден Кутузова 2-й степени
- орден Отечественной войны 1-й степени[1].

## Память
В 1984 году в Ленинграде на доме 27 по Кронверкской улице установлена мемориальная доска.
Упомянут на Памятнике руководителям Ленинграда и Ленинградской области на Донском кладбище в Москве.
Упомянут на Памятной доске репрессированным руководителям Ленинградской области, установленной в фойе Областного выставочного зала «Смольный» (ул. Смольного, д. 3) в знак благодарности за огромный вклад в оборону Ленинграда, освобождение от немецко-нацистских захватчиков и послевоенное восстановление Ленинградской области.

## Комментарии
1. 1 2  Ныне — в Конёвском сельском поселении, Шарьинский район, Костромская область, Россия.
2. ↑  Во многих источниках местом рождения указана д. Ерёмино Нижегородской губернии без уточнения уезда / района.
3. ↑  В конце 1954 года стало известно, что Н. В. Соловьёв был убит на допросе — растоптан на полу ногами тюремщиков в присутствии Г. М. Маленкова и Л. П. Берии (по указанию последнего). Рассказ одного из этих тюремщиков был записан и ходил «по рукам» среди заключённых; в августе 1955 года его прочитал и впоследствии ссылался на него в публикациях Г. Н. Куприянов[11]. Эту версию гибели Н. В. Соловьёва подтвердил Ф. Р. Козлов в беседе с Г. Н. Куприяновым в 1956 году[11].